# Ракетный удар по селу Гроза
Ракетный удар по селу Гроза Купянского района Харьковской области Украины был нанесён 5 октября 2023 года в 13:25 по киевскому времени в ходе российского вторжения на Украину и стал одной из самых кровопролитных атак за время этой войны.

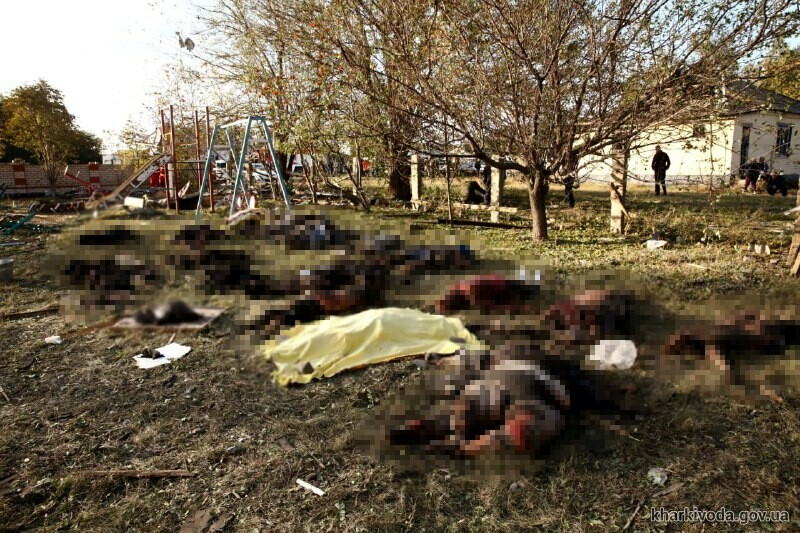
Погибшие жители

В результате удара были атакованы кафе, в котором местные жители собрались на поминальную службу, и магазин. Погибли 59 человек и были ранены 5.
По словам министра внутренних дел Украины Игоря Клименко, к моменту нападения в Грозе проживало всего 330 человек.

## Ход событий
В кафе села Гроза проходили поминки по уроженцу этого села, украинскому военному Андрею Козырю, смертельно раненному в ходе боев под Попасной в начале российского вторжения в Украину в марте 2022 года. Скончался Андрей в военном госпитале в Днепропетровской области, на территории которой и был похоронен, так как его родное село Гроза на тот момент находилось под российской оккупацией. Село оставалось в оккупации 6 месяцев и было освобождено осенью 2022 года. Сын Андрея — Денис Козырь также проходил службу в ВСУ, но в июне 2023 года демобилизовался по состоянию здоровья и вернулся в родное село, где решил перезахоронить отца. Село находилось примерно в 20 километрах от линии фронта.
5 октября 2023 года около 13:25 по кафе и магазину был нанесён ракетный удар, где в тот момент проходили поминки по Андрею Козырю. Погибли, среди прочих, вдова Козыря и его сын Денис вместе со своей женой.
The New York Times отмечает, что ракетный удар был нанесён по селу, в окрестностях которого не было очевидных военных или промышленных целей. При этом ракетный удар пришёлся точно по кафе, где в то время находилось около 60 из 330 жителей Грозы. Глава МВД Украины и Национальной полиции Украины предположили, что дать наводку российским военным мог кто-то из местных жителей.
11 октября Служба безопасности Украины объявила об установлении личностей корректировщиков. По сообщению спецслужбы, ими оказались два уроженца села Гроза и бывших полицейских — 30-летний Владимир Мамон и его младший брат 23-летний Дмитрий Мамон. Во время оккупации Харьковской области они перешли на сторону России, а после освобождения региона переехали в РФ, где продолжили работать на российских военных. В начале октября они начали собирать информацию о запланированном перезахоронении погибшего украинского военного, Владимир Мамон передал российским военным точный адрес и время проведения поминок.
Российские провоенные каналы утверждали, что на поминках было много военных, в том числе высокопоставленных офицеров, однако прокурор Купянской прокуратуры Эдуард Миргородский заявил, что военных на мероприятии не было, и там присутствовали только гражданские. Все опрошенные журналистами различных изданий свидетели также утверждали, что никаких военных на поминках не было. Также The Insider отмечает, что в списке погибших числится 36 женщин, 11 мужчин старше 60 лет и 8-летний мальчик. Управление верховного комиссара ООН по правам человека подтвердило личность всех жертв, находившихся на поминальном обеде, отметив, что среди них не было ни одного военнослужащего, при этом все погибшие являлись местными гражданскими лицами.
В начале 2025 года ГУР Украины сообщило, что в России в результате взрыва тяжело ранен командир батареи дивизиона 112 ракетной бригады 1 танковой армии Западного военного округа ВС РФ капитан Константин Нагайко, который, по сообщению ГУР, причастен к ракетным ударам по Сумской и Харьковской областях Украины, и подразделение которого нанесло удар по селу Гроза. В начале февраля 2025 года, по данным ГУР, Нагайко умер.

## Реакция

### Украина
Украинская сторона обвинила в атаке ВС РФ и заявила, что при ракетном ударе использовалась баллистическая ракета «Искандер». Было начато досудебное расследование по факту нарушения законов и обычаев войны, соединенного с умышленным убийством (часть 2 статьи 438 УК Украины).
Президент Украины Владимир Зеленский назвал нападение «полностью преднамеренным актом терроризма» и обвинил Россию в «геноцидной агрессии».
В Харьковской области 6—8 октября были объявлены днями траура.

### Россия
Минобороны РФ не комментировало удар по Грозе.
Пресс-секретарь российского президента Дмитрий Песков в ответ на вопрос журналистов об ударе по Грозе заявил, что «Россия наносит удары по военной инфраструктуре Украины, а также по местам сосредоточения войск и военного руководства страны».
Постоянный представитель России в ООН Василий Небензя на заседании Совбеза ООН по Украине заявил, что «в момент удара там проходили похороны одного из высокопоставленных украинских националистов», где находилось «множество его подельников-неонацистов». Небензя заявил: «если киевский режим концентрирует в каком-то месте военнослужащих, оно становится законной целью для удара в том числе и с точки зрения международного гуманитарного права». Таким образом Россия фактически взяла на себя ответственность за ракетный удар по Грозе. The Insider отмечает, что заявление постпреда не соответствует действительности: Козырь не являлся высокопоставленным военнослужащим, а был обычным добровольцем, все погибшие, кроме приехавших из Польши родственников, были жителями села Гроза, большинство погибших составляют женщины, а также мужчины старше 60 лет.

### Другие государства и международные организации
В тот же день атаку осудил генеральный секретарь ООН Антониу Гутерриш. ООН отправила в Харьковскую область комиссию для расследования удара.
Пресс-секретарь Белого дома Карин Жан-Пьер обвинила в нападении ВС РФ и заявила, что нападение «невероятно ужасает народ Украины».
В министерство иностранных дел Австрии вызвали российского посла. Ведомство заявило, что виновные должны быть привлечены к ответственности.

### Доклад ООН
31 октября 2023 года в Управлении Верховного комиссара ООН по правам человека подтвердили, что ракетный удар по селу нанесла российская армия, а все 59 жертв были гражданскими лицами. В опубликованном докладе подчёркивается, что все погибшие были мирными жителями и что во время атаки ни в кафе, ни рядом с ним не было ни военнослужащих ни любых иных легитимных военных целей. Также в докладе отмечается, что взрыв, вероятно, был вызван ракетой «Искандер», состоящей на вооружении российской армии.